# مارك فاينز
مارك فاينز (بالإنجليزية: Mark Vines)‏ مواليد 23 فبراير 1957 في ريتشموند، فرجينيا، هو لاعب كرة مضرب أمريكي سابق بدأ مسيرته كمحترف سنة 1980 وكان يلعب باليد اليسرى، اعتزل اللعب في 1984. أعلى تصنيف له في الفردي كان المركز الـ 110 في سنة 1982. أعلى تصنيف له في الزوجي كان المركز الـ 191 في سنة 1984.

## النهائيات

### الفوز (1)
| الرقم | التاريخ        | الدورة                | الأرضية | المنافس في النهائي | النتيجة في النهائي |
| 1.    | نوفمبر 1, 1981 | باريس للماسترز، فرنسا | سجاد    | باسكال بورتس       | 6–2, 6–4, 6–3      |

## روابط خارجية
- مارك فاينز على موقع رابطة محترفي التنس (الإنجليزية)
- مارك فاينز على موقع الاتحاد الدولي لكرة المضرب (الإنجليزية)
- مارك فاينز على موقع خلاصة التنس.كوم (الإنجليزية)